# Кориат
Кориа́т (лит. Karijotas Карийотас; в крещении Михаи́л; ум. между 1358 и 1363) — князь новогрудский и волковысский из династии Гедиминовичей, сын великого князя литовского Гедимина.

## Биография
В 1349 году великий князь литовский и брат Кориата Ольгерд послал его вместе с двумя сыновьями, Эйкшисом (Айшкштосом) из Ейшишек и Симеоном из Свислочи, к золотоордынскому хану Джанибеку. Послы должны были договориться о союзе против Тевтонского ордена и укрепления Москвы. Однако Джанибек выдал Кориата московскому и владимирскому князю Симеону Гордому за выкуп. В 1350 году Ольгерд прислал к Симеону Ивановичу посла с дарами, и обменял Кориата с детьми на мир с Москвой.

### Наследники
Точно неизвестно, сколько детей имел Кориат. Приводимые цифры разнятся от 4 до 10. Надёжные сведения есть о четырёх, участвовавших на стороне Ольгерда в битве на Синих Водах в 1363 году: Александре, Юрии, Константине и Фёдоре. За помощь они получили от Ольгерда Подолье. Есть также сведения о Глебе и Семёне, погибших в битве на реке Ворскле в 1399 году. Ряд историков отождествляют сына Дмитрия с Дмитрием Михайловичем Боброком, воеводой у князя Московского Дмитрия Донского.
Александр, умерший около 1380 года, участвовал в войнах за галицко-волынское наследство на стороне короля польского Казимира III. В 1366 году за действия против своего дяди Любарта Александр получил Владимир-Волынский. Всего спустя четыре года после смерти Казимира Любарт отвоевал Владимир.
Юрий, умерший около 1387 года в Молдавии, сначала помогал брату Александру, но был отравлен вскоре после того, как принял приглашение стать господарём Молдавии.
Константин после заключения Кревской унии в 1385 году перебрался в Венгрию, где и скончался около 1389 года.
Последний из достоверно известных детей Кориата, Фёдор, наследовал от отца Новогрудок и после смерти всех братьев около 1389 года стал правителем всего Подолья. После заключения Островского соглашения в 1392 году Фёдор отказался присягать своему двоюродному брату Витовту, новому великому князю литовскому, и был вынужден бежать в Венгрию. Там он стал правителем Мукачевской доминии и владельцем замка Паланок.